# Alpint skiløb under vinter-OL 2018
Konkurrencerne i Alpint skiløb under vinter-OL 2018 blev afholdt på Yongpyong Alpine Centre, Jeongseon Alpine Centre og Alpensia Sports Park i perioden 12. februar til 24. februar 2018.

## Konkurrenceprogram
Nedenfor er anført de forskellige konkurrencers tidsplan.
Alle tider er (UTC+9).
| Dato        | 1. gennemløb | 2. gennemløb | Konkurrence               |
| ----------- | ------------ | ------------ | ------------------------- |
| 11. februar | 11:00-13:10  |              | Styrtløb - Herrer         |
| 12. februar | 10:15-12:15  | 13:45-15:25  | Storslalom - Damer        |
| 13. februar | 11:30-13:00  | 15:00-16:10  | Superkombination - Herrer |
| 14. februar | 10:15-11:30  | 13:45-14:55  | Slalom - Damer            |
| 15. februar | 11:00-13:10  |              | Super-G - Herrer          |
| 17. februar | 11:00-13:10  |              | Super-G - Damer           |
| 18. februar | 10:15-12:15  | 13:45-15:25  | Storslalom - Herrer       |
| 21. februar | 11:00-13:10  |              | Styrtløb - Damer          |
| 22. februar | 10:15-11:30  | 13:45-15:25  | Slalom - Herrer           |
| 23. februar | 11:00-12:30  | 14:30-15:40  | Superkombination - Damer  |
| 24. februar | 11:00-13:00  |              | Mixed - Team              |

### Bane information
| Dato         | Konkurrence               | Start højde | Slut højde | Bane- længde | Højde- forskel | Gennemsnitlig gradient | Konkurrencested         |
| ------------ | ------------------------- | ----------- | ---------- | ------------ | -------------- | ---------------------- | ----------------------- |
| Søn 11. feb  | Styrtløb – Herrer         | 1370 m      | 545 m      | 2857 m       | 825 m          | 28,9 %                 | Jeongseon Alpine Centre |
| Ons 21. feb  | Styrtløb – Damer          | 1275 m      | 545 m      | 2710 m       | 730 m          | 26,9 %                 | Jeongseon Alpine Centre |
| Tors 15. feb | Super-G – Herrer          | 1195 m      | 545 m      | 2050 m       | 650 m          | 31,7 %                 | Jeongseon Alpine Centre |
| Lør 17. feb  | Super-G – Damer           | 1130 m      | 545 m      | 1910 m       | 585 m          | 30,6 %                 | Jeongseon Alpine Centre |
| Tirs 13. feb | Superkombination – Herrer | 745 m       | 540 m      | 521 m        | 205 m          | 39,3 %                 | Jeongseon Alpine Centre |
| Fre 23. feb  | Superkombination – Damer  | 725 m       | 540 m      | 515 m        | 185 m          | 35,9 %                 | Jeongseon Alpine Centre |
| Søn 18. feb  | Storslalom – Herrer       | 1408 m      | 968 m      | 1326 m       | 440 m          | 33,2 %                 | Yongpyong Alpine Centre |
| Man 12. feb  | Storslalom – Damer        | 1368 m      | 968 m      | 1250 m       | 400 m          | 32,0%                  | Yongpyong Alpine Centre |
| Tors 22. feb | Slalom – Herrer           | 1172 m      | 961 m      | 575 m        | 211 m          | 36,7 %                 | Yongpyong Alpine Centre |
| Ons 14. feb  | Slalom – Damer            | 1172 m      | 968 m      | 556 m        | 204 m          | 36,7 %                 | Yongpyong Alpine Centre |
| Lør 24. feb  | Mixed Team                | 1041 m      | 961 m      | 265 m        | 80 m           | 30,2 %                 | Yongpyong Alpine Centre |

## Medaljevindere
| Disciplin        | H/D    | Guld                                                                          | Guld    | Sølv                                                                                | Sølv    | Bronze                                                                                               | Bronze  |
| ---------------- | ------ | ----------------------------------------------------------------------------- | ------- | ----------------------------------------------------------------------------------- | ------- | --- | ------- |
| Styrtløb         | Herrer | Norge · Aksel Lund Svindal                                                    | 1:40,25 | Norge · Kjetil Jansrud                                                              | 1:40,37 | Schweiz · Beat Feuz                                                                                  | 1:40,43 |
| Styrtløb         | Damer  | Italien · Sofia Goggia                                                        | 1:39,22 | Norge · Ragnhild Mowinckel                                                          | 1:39,31 | USA · Lindsey Vonn                                                                                   | 1:39,69 |
| Super G          | Herrer | Østrig · Matthias Mayer                                                       | 1:24,44 | Schweiz · Beat Feuz                                                                 | 1:24,57 | Norge · Kjetil Jansrud                                                                               | 1:24,62 |
| Super G          | Damer  | Tjekkiet · Ester Ledecká                                                      | 1:21,11 | Østrig · Anna Veith                                                                 | 1:21,12 | Liechtenstein · Tina Weirather                                                                       | 1:21,22 |
| Superkombination | Herrer | Østrig · Marcel Hirscher                                                      | 2:06,52 | Frankrig · Alexis Pinturault                                                        | 2:06,75 | Frankrig · Victor Muffat-Jeandet                                                                     | 2:07,54 |
| Superkombination | Damer  | Schweiz · Michelle Gisin                                                      | 2:20,90 | USA · Mikaela Shiffrin                                                              | 2:21,87 | Schweiz · Wendy Holdener                                                                             | 2:22,34 |
| Storslalom       | Herrer | Østrig · Marcel Hirscher                                                      | 2:18,04 | Norge · Henrik Kristoffersen                                                        | 2:19,31 | Frankrig · Alexis Pinturault                                                                         | 2:19,35 |
| Storslalom       | Damer  | USA · Mikaela Shiffrin                                                        | 2:20,02 | Norge · Ragnhild Mowinckel                                                          | 2:20,41 | Italien · Federica Brignone                                                                          | 2:20,48 |
| Slalom           | Herrer | Sverige · André Myhrer                                                        | 1:38,99 | Schweiz · Ramon Zenhäusern                                                          | 1:39,33 | Østrig · Michael Matt                                                                                | 1:39,66 |
| Slalom           | Damer  | Sverige · Frida Hansdotter                                                    | 1:38,63 | Schweiz · Wendy Holdener                                                            | 1:38,68 | Østrig · Katharina Gallhuber                                                                         | 1:38,95 |
| Mixed Team       | Mixed  | Schweiz · Denise Feierabend · Ramon Zenhäusern · Wendy Holdener · Daniel Yule | -       | Østrig · Katharina Liensberger · Michael Matt · Katharina Gallhuber · Marco Schwarz | -       | Norge · Kristin Lysdahl · Sebastian Foss-Solevåg · Nina Haver-Løseth · Leif Kristian Nestvold-Haugen | -       |

## Medaljetabel
| Placering | Land          | Guld | Sølv | Bronze | Total |
| --------- | ------------- | ---- | ---- | ------ | ----- |
| 1.        | Østrig        | 3    | 2    | 2      | 7     |
| 2.        | Schweiz       | 2    | 3    | 2      | 7     |
| 3.        | Sverige       | 2    | 0    | 0      | 2     |
| 4.        | Norge         | 1    | 4    | 2      | 7     |
| 5.        | USA           | 1    | 1    | 1      | 3     |
| 6.        | Italien       | 1    | 0    | 1      | 2     |
| 7.        | Tjekkiet      | 1    | 0    | 0      | 1     |
| 8.        | Frankrig      | 0    | 1    | 2      | 3     |
| 9.        | Liechtenstein | 0    | 0    | 1      | 1     |

Efter alle 11 konkurrencer.